# Liste der Museen in Hamburg
Die Liste der Museen in Hamburg enthält sowohl eine Auflistung von Museen aus allen thematischen Bereichen als auch Sammlungen, Gedenkstätten und Ausstellungshäuser in der Freien und Hansestadt Hamburg. Darüber hinaus werden museumsähnliche Einrichtungen aufgeführt, sofern diese entsprechenden Verbänden (beispielsweise Museumsverband Hamburg e. V.) angehören, an der Hamburger Langen Nacht der Museen teilnehmen oder in mehreren Veröffentlichungen unter der Rubrik Museen aufgeführt werden.
Nicht aufgelistet sind in der Regel die zahlreichen Galerien und Ausstellungen in Hamburg, bei denen der Verkauf im Vordergrund steht oder Einrichtungen, die überwiegend einem anderen Zweck dienen, wie die Kirchen in Hamburg oder das Hamburger Rathaus, sofern diese nicht selbst auch ein Museum eingerichtet haben. Auch sind temporäre (Wander-)Ausstellungen nicht aufgelistet.
Die Liste ergänzt den Artikel Kultur in Hamburg.
In eigenen Abschnitten sind nicht mehr bestehende Museen sowie Museen außerhalb Hamburgs mit besonderem Bezug zur Hansestadt aufgeführt.

## Museen in Hamburg
In alphabetischer Reihenfolge:
- Achilles-Stiftung Glasmuseum Hamburg (Museum für Glaskunst)
- Alstertal-Museum (Geschichte der Oberalsterregion)
- Altonaer Museum für Kunst- und Kulturgeschichte (Norddeutsches Landesmuseum)
- Archäologischer Wanderpfad in der Fischbeker Heide (Freilichtmuseum/Wanderweg des Archäologischen Museums zu Bodendenkmälern)
- Archäologisches Museum Hamburg – Helms Museum (Archäologisches Landesmuseum, Ur- und Frühgeschichte Norddeutschlands, Stadtgeschichte Harburg)
- BallinStadt – Auswanderermuseum Hamburg
- Bergedorfer Mühle (Windmühle, Kunstausstellungen/Veranstaltungen)[1]
- Bischofsturm (auch Bischofsburg, Schauraum, Turmfundament aus dem 12. Jahrhundert)
- Botschaft der Wildtiere
- Bleichen (Museumsschiff, Stückgutfrachter des Hafenmuseums)
- Brahms-Museum
- Brillenmuseum[2]
- Bucerius Kunst Forum (Kunstausstellungen)
- Bunkermuseum (Röhrenbunker des Zweiten Weltkrieges)
- Cap San Diego (Museumsschiff)
- Chocoversum
- Computer-Museum der Universität Hamburg[3]
- Deichtorhallen (Ausstellungshallen: Halle für aktuelle Kunst, Haus der Photographie und Sammlung Falckenberg)
- denk.mal Hamburg Hannoverscher Bahnhof (Freilichtmuseum)[4]
- Deutsches Hafenmuseum (im Aufbau – Standort Schuppen 50A)
- Deutsches Maler- und Lackierer-Museum (Geschichte des Malerhandwerks, Landhaus aus dem 17. Jahrhundert)[5]
- Deutsches Zusatzstoffmuseum (Lebensmittelzusatzstoffe)
- Deutsches Zollmuseum
- Dialoghaus Hamburg
  - Dialog im Dunkeln (Besucher werden in den Ausstellungsführungen in die Position von Blinden versetzt)
  - Dialog im Stillen (Besucher werden in den Ausstellungsführungen in die Position von Gehörlosen versetzt)[6]
- Eduard Bargheer-Museum
- Elbe-Tideauenzentrum
- electrum – Das Museum der Elektrizität
- Energiebunker Wilhelmsburg[7]
- Ernst-Barlach-Haus – Stiftung Hermann F. Reemtsma (Werke Ernst Barlachs und Kunstausstellungen)
- Film- und Fernsehmuseum Hamburg (Sammlung zur Film-, Kino- und Fernsehgeschichte Hamburgs, Virtuelles Museum)[8]
- Finkenwerder Trachten- und Heimatmuseum
- FC St. Pauli-Museum (Fußballkultur)
- Fliesenmuseum (Fliesenhandel Schittek GmbH)[9]
- Flughafen-Modellschau[10] (Flughafenmodellanlage Flughafen Hamburg)
- Freie Akademie der Künste in Hamburg
- Gedenkstätte Ernst Thälmann (Ausstellung in der ehemaligen Wohnung in Eppendorf zu Thälmann, der Arbeiterbewegung und dem Widerstand)[11]
- Gedenkstätte Bullenhuser Damm (Janusz-Korczak-Schule – Außenstelle Gedenkstätte KZ Neuengamme)
- Gedenkstätte Konzentrationslager und Strafanstalten Fuhlsbüttel 1933–1945
- Gedenkstätte Plattenhaus Poppenbüttel (Außenstelle Gedenkstätte KZ Neuengamme)
- Geschichtsort Stadthaus[12]
- Gipsabgusssammlung der Universität Hamburg[13]
- Gorch-Fock-Haus (Haus der Schriftstellerbrüder Gorch Fock, Jakob Kinau und Rudolf Kinau)[14]
- Gustav Mahler Museum
- Gut Karlshöhe (Ausstellung zu Natur- und Klimaschutz)
- HafenCity InfoCenter im Kesselhaus
- HafenCity NachhaltigkeitsPavillon (Ausstellung nachhaltige Stadtplanung)
- Hamburg Dungeon (Gruselkabinett und Geschichte Hamburgs)
- Hamburger Genossenschaftsmuseum im Gewerkschaftshaus
- Hamburger Kunsthalle
- Hamburger Schulmuseum
- Hamburger Sternwarte (Sternwarte der Universität, historische Gebäude in Parkgelände – Astronomiepark, Geräte und Ausstellung zur Astronomie)
- Harrys Hamburger Hafenbasar
- Haus der Wilden Weiden (Infocenter im Naturschutzgebiet Höltigbaum)[15]
- Heimatmuseum im Eidelstedter Bürgerhaus (Heimatmuseum Eidelstedt)[16]
- Heimatmuseum Wandsbek
- Heine-Haus im Heine-Park (Salomon-Heine-Gartenhaus des Altonaer Museums, Sonderausstellungen/Veranstaltungen)
- Helmut-Schmidt-Forum der Bundeskanzler-Helmut-Schmidt-Stiftung im Kattrepel[17]
- HSV-Museum (Museum des Hamburger SV)
- Informationszentrum Energieberg Georgswerder[18]
- Instrumentenwelt Elbphilharmonie (früher: Das Klingende Museum)(Musikinstrumente für Kinder zum Anfassen und Ausprobieren)
- Internationales Maritimes Museum Hamburg (Seefahrts-, Marine- und Meeresmuseum; Sammlung des Instituts für Schifffahrts- und Marinegeschichte)
- Iran-Museum (Kultur des Iran)[19]
- Israelitische Töchterschule
- Jenisch-Haus (historisches Landhaus, hanseatische Wohnkultur)
- Johannes-Brahms-Museum (Brahms-Museum)
- Kaffeemuseum Burg
- KinderKunstMuseum (Kunstgeschichte für Kinder)
- Klick Kindermuseum (Dauer- und Wechselausstellungen für Kinder)
- KomponistenQuartier Hamburg
- Kramerwitwenwohnung in den Krameramtsstuben (Historische Wohnung)
- Künstlerhaus Hamburg
- Künstlerhaus Hamburg-Bergedorf[20]
- Kunsthaus Hamburg
- Kunstverein Harburger Bahnhof (Kunstausstellungssaal im Bahnhof Harburg)
- Kunstverein in Hamburg
- KZ-Gedenkstätte Neuengamme
- Loki-Schmidt-Haus – Museum für Nutzpflanzen
- Mahnmal St. Nikolai (Museum in der Krypta unter der Kirchenruine)
- Medizinhistorisches Museum Hamburg
- Michaelitica/Powalla Forum – Besucherzentrum Sankt Michaelis (Ausstellungen in und bei der Krypta der St.-Michaelis-Kirche)
- Mindways 3D Trickart Museum Hamburg (interaktives 3D-Fotografie-Museum)[21]
- Miniatur Wunderland (umfangreiche Modelleisenbahnanlage)
- Montblanc-Haus (Firmen-Museum und Bildungseinrichtung)
- Museum am Rothenbaum – MARKK (Ethnologie)
- Museum der Arbeit (Industriekultur, Arbeitsprozesse, in alter Fabrik)
- Museum der Illusionen
- Museum der Natur Hamburg (Geologie-Paläontologie, Mineralogie und Zoologie)
  - Vorgänger: Mineralogisches Museum Hamburg, Zoologisches Museum Hamburg
- Museum Elbinsel Wilhelmsburg (im alten Amtshaus, Geschichte von Wilhelmsburg und der Elbinseln)[22]
- Museum für Hamburgische Geschichte
- Museum für Kunst und Gewerbe
- Museum Friedhof Ohlsdorf (Friedhofsmuseum)
- Museumsdorf Volksdorf (Freilichtmuseum)
- Museumshafen Oevelgönne
- Nahverkehrsmuseum Kleinbahnhof Wohldorf
- Nationalpark-Haus Neuwerk (Infozentrum des Nationalparks und Biosphärenreservats Hamburgisches Wattenmeer)[23]
- Panik City – Udo Lindenbergs Multimedia Erlebnis
- Panoptikum – Das Wachsfigurenkabinett
- Paradox Museum Hamburg[24]
- Peking (Museumsschiff)
- Planetarium Hamburg
- Polizeimuseum Hamburg
- Port des Lumières[25]
- Prototyp (Automuseum)
- Puppenmuseum Falkenstein
- Retro Spiele Club[26]
- Rickmer Rickmers (Museumsschiff)
- Rieck-Haus Vierländer Freilichtmuseum
- Sankt-Pauli-Museum (Stadtteilgeschichte)
- Schloss Bergedorf (Museum für Bergedorf und die Vierlande)
- Schmidt-Museum (Arbeiten und Schriftstücke von Bernhard Schmidt auf dem Gelände der Hamburger Sternwarte)
- Science Center Wald im Wälderhaus
- Speicherstadtmuseum (Geschichte der Speicherstadt und des Hafens)
- Spicy’s Gewürzmuseum
- Stadtmodell Hamburg (Stadtentwicklungsbehörde: Modell der Kernstadt, Stadtplanung)[27]
- Stadtmuseum Harburg[28]
- Telemann-Museum (Museum/Gedenkstätte des Komponisten Georg Philipp Telemann)
- Tropengewächshäuser des Botanischen Gartens Planten un Blomen (Schaugewächshäuser der Universität Hamburg)[29]
- U-434 U-Boot-Museum Hamburg (Museums-U-Boot)
- UBS Digital Art Museum Hamburg
- Universitätsmuseum der Universität Hamburg[30]
- vor-gänge museum für alternative stadt[31]
- Wälderhaus (Hamburg) Wilhelmsburg – Science Center Wald (Waldausstellung)[32]
- WasserForum der Hamburger Wasserwerke (Wasserversorgung und -gewinnung)[33]
- Wasserkunst Elbinsel Kaltehofe
- Windmühle Johanna (Erlebnismuseum Wilhelmsburger Mühle)
- Zaubermuseum Bellachini, Sammlung Wittus Witt, Kulturgeschichte der Zauberkunst, seit Dezember 2022 im Stadtteil St. Georg

## Ehemalige Museen
- Abwasser- und Sielmuseum (2009 geschlossen)
- Arbeitsmuseum (ab 1931 an der Friedrich-Ebert-Str. 15, jetzt Gorch-Fock-Wall. Gegenstände, Schaubilder, Modelle auf dem Gebiet Arbeitswesen, Arbeitsschutz, Arbeit im Hafen und Schifffahrt)
- Afghanisches Museum (1998 bis 2011, Kultur und Kunst Afghanistans)
- Auto-Museum Hillers (1996 geschlossen)
- Beatlemania Hamburg (2009 bis 2012, The-Beatles-Museum)
- Deutsches Spielemuseum (1986 bis 1993 in Hamburg, seitdem in Chemnitz ansässig)
- Discovery Dock – interaktives Museum (Museum über Hafenlogistik)[34]
- Eisenbahnmuseum Hamburg-Wilhelmsburg (Sammlung von Schienenfahrzeugen ab den 1950er Jahren vom Museum für Hamburgische Geschichte und privaten Vereinen begonnen und ab 1981 im Bw Hamburg-Wilhelmsburg teilweise der Öffentlichkeit zugänglich gemacht. Durch einen Brand des Rundlokschuppens 1994 und letztlich mit der Aufgabe/Verkauf des Geländes durch die Deutsche Bahn scheiterte eine Fortführung)
- Erotic Art Museum Hamburg (1992 bis 2007, erotische Kunstwerke vom 6. Jahrhundert bis zur Gegenwart; Verbleib der Sammlung ist ungeklärt)
- Meßmer Momentum, Teemuseum des Unternehmens Meßmer, 2021 geschlossen[35]
- Museum für Kommunikation Hamburg (von 1937/1966 bis 2009, vormals Postmuseum am Stephansplatz; Sammlung bei Museumsstiftung Post und Telekommunikation deponiert oder anderweitig verwendet)
- Museum Godeffroy (von 1861 bis 1885 – Sammlung verkauft. Zoologisches, botanisches und völkerkundliches Museum)
- Museum J.F.G. Umlauff (ab 1868 als Naturalienhandlung und Museum am Spielbudenplatz, später Handelsmuseum und Völkerkundliches Institut in Stellingen; Ethnografische Sammlung und völkerkundliche Modelle)
- Museum of Popcorn[36]
- Naturhistorisches Museum Hamburg (1843 bis 1943)
- St.-Jacobi-Kirchenmuseum (von 1930 bis zum Zweiten Weltkrieg, erstes Kirchen-Museum in Deutschland in den St.-Jacobi-Turmräumen; alte Kirchenausstattungen, Dokumente, Darstellungen)
- Schulmuseum Altona (bis 1930er Jahre in der alten Heiligengeist-Kapelle, in dieser dann Ausstellungsräume der NS-Kulturgemeinde bis Kriegszerstörung)
- Spielzeugmuseum – Die Dachbodenbande (von 2003 bis 2011 in der Speicherstadt, seitdem in Kuhlen-Wendorf)
- SteinZeiten (2004 bis 2009, durch Galerie-Ausstellung ersetzt)
- Stiftung Haus Wedells (von 1922 bis etwa 1936; Kunstsammlung Wedells in großbürgerlichem Haus)
- Tabakhistorische Sammlung Reemtsma (Sammlung der Reemtsma Cigarettenfabriken seit November 2004 im Museum der Arbeit)

## Museen außerhalb
Die in den Nachbarorten Hamburgs, in Schleswig-Holstein und Niedersachsen gelegenen Museen werden des Öfteren in Publikationen zur Hamburger Museumslandschaft gezählt. Zudem bestehen in der weiter gefassten Metropolregion Hamburg verschiedene Kooperationen mit Hamburger Museen, beispielsweise im Bereich der Vermarktung oder gemeinsamer Angebote von Eintrittskarten. Eine genaue Abgrenzung ist diesbezüglich schwierig, weshalb nachfolgend nur einige Museen mit besonderem Hamburg-Bezug aufgeführt sind.
Niedersachsen
- Burgwall Hollenstedt (Wiederhergerichtete Wallanlage „Alte Burg“, Außenstelle des Archäologischen Museums Hamburg)
- Freilichtmuseum am Kiekeberg in Rosengarten-Ehestorf (Gründung und ehemalige Außenstelle des Archäologischen Museums Hamburg)

Schleswig-Holstein
- Buddelschiff-Museum im Schulauer Fährhaus mit der Schiffsbegrüßungsanlage Willkomm-Höft in Wedel, Kreis Pinneberg (Museum und Anlage entstanden durch Bezug zum Hamburger Hafen), 2012 geschlossen[37]
- Ebendort das Ernst-Barlach-Museum Wedel in Barlachs Geburtshaus
- Schloss Ahrensburg mit Schlossmuseum
- Eisenbahnmuseum Lokschuppen Aumühle im Kreis Herzogtum Lauenburg (Nahverkehrsmuseum des Verein Verkehrsamateure und Museumsbahn (VVM) aus Hamburg mit einer Reihe Hamburger Schienenfahrzeuge sowie Museumsbahnbetrieb Schönberger Strand bei Kiel)[38]
- Gefängnismuseum Hamburg (in Norderstedt)[39]
- Woods Art Institute (in Wentorf bei Hamburg)[40]